# Opération Queen
Batailles
France
- Paddle
- Fusilade
- Astonia
- Dunkerque
- Wellhit
- Undergo
- Nancy
- Arracourt
- Metz (Fort Driant)

Belgique
- Moerbrugge
- Geel
- Escaut

Pays-Bas
- Market Garden
- Overloon
- Broekhuizen

Allemagne
- Forêt de Hürtgen
- Aix-la-Chapelle
- Colline du Crucifix
- Clipper
- Queen

L'opération Queen est une opération anglo-américaine du front occidental sur la ligne Siegfried allemande pendant la Seconde Guerre mondiale.
L'opération est déclenchée simultanément par les IXe et 1re armées américaines lançant une offensive pour occuper la plaine qui se situe au nord d’Aix-la-Chapelle.

## Opération
Le 16 novembre 1944, les Alliés lancent l'opération Queen, qui vise à franchir la Roer et se rapprocher du Rhin. Les troupes au sol sont secondées par l'une des plus grandes opérations aériennes tactiques de toute la Seconde Guerre mondiale. Les villes de Düren et Juliers sont presque entièrement détruites. Situé au sud-est de Schmidt, le barrage de Schwammenauel sur la Roer n'entre initialement pas dans la planification américaine. Néanmoins, le haut commandement américain prend finalement conscience que si jamais les vannes sont ouvertes, la Roer inondera tout le bassin de Düren, qui deviendra impraticable.
Y participent le 19e corps de la IXe armée qui progresse au nord d’Aix-la-Chapelle. Les divisions du 7e corps de la 1re armée américaine, les 4e, 104e et 3e blindée se dirigent vers Düren et Cologne à l’est d’Aix-la-Chapelle. Dans le secteur de la IIIe armée du général George Patton, toutes les divisions des 12e et 20e corps continuent de progresser méthodiquement. Des détachements de la 6e division blindée et deux régiments de la 80e division du 12e corps d’armée attaquent Faulquemont et parviennent à rompre l’homogénéité défensive de la 1re armée allemande. Au cours de cette manœuvre audacieuse, les Américains font 1 200 prisonniers.
Le 13 décembre, alors que les troupes américaines se dirigent vers le barrage, elles sont ralenties par les conditions météorologiques et la résistance allemande incessante. « Cette forêt était un terrain de bataille diablement sinistre », se rappelle l'ancien combattant George Morgan. Les soldats américains passent les froides nuits d'hiver dans des gourbis, certains d'entre eux uniquement vêtus d'uniformes d'été. Ils ne sont pas préparés pour un tel combat. Aux pertes grandissantes (soldats blessés ou tués), s'ajoutent les engelures et la pneumonie, qui handicapent de plus en plus les troupes.
L'Allemagne lance sa contre-attaque le 16 décembre 1944 : la bataille des Ardennes stoppe momentanément toutes les opérations alliées dans la forêt de Hürtgen. Il faudra attendre l'échec de cette attaque le 10 janvier 1945 pour que les forces américaines puissent reprendre leur offensive. Les dernières troupes allemandes ne sont repoussées hors de cette forêt qu'à la mi-février. Lorsqu'elles se replient, elles ouvrent le barrage de Schwammenauel sur la Roer, freinant ainsi l'avancée alliée dans la zone de Düren pendant près de deux semaines.